# Hrvatski pravaši
Hrvatski pravaši bila je desna, nacionalistička, euroskeptična, socijalno konzervativna, pravaški usmjerena politička stranka u Republici Hrvatskoj. Osnivač joj je bio Dražen Keleminec.
Osnovana je 2003. godine, nakon što je Dobroslav Paraga izbacio Dražena Keleminca iz svoje stranke HSP 1861 zbog fizičkog nasilja koje je Keleminec činio nad svojom ženom. S obzirom na to da je Paragina stranka bivala sve više neaktivna, velik dio njenog članstva pridružio se Kelemincu. 2005. godine stranka se ujedinjuje sa strankom Krešimira Pavelića Hrvatski pravaški pokret u Hrvatski nacionalni blok. U praksi se dalje nazivala Hrvatski pravaši – Hrvatski pravaški pokret (HP-HPP). Od 2007. godine stranka ima naziv Autohtona – Hrvatska stranka prava (A-HSP).